# NPLOC4
NPLOC4‏ (NPL4 homolog, ubiquitin recognition factor) هوَ بروتين يُشَفر بواسطة جين NPLOC4 في الإنسان.